# Zodiac (schooner)
Le Zodiac est un deux-mâts goélette conçu par William H. Main, Jr pour Robert Wood Johnson et J. Seward Johnson, héritiers de l'entreprise pharmaceutique Johnson & Johnson. Cette goélette de pêche, aux meilleures caractéristiques, a participé à des courses transatlantiques.
En 1931, elle a été achetée par la San Francisco Bar Pilots Association. Ramenée de l'Atlantique, elle a été modifiée pour servir de bateau pilote sous le nom de California jusqu'à sa mise en retraite en 1972.

## Conception et construction
Cette goélette fut le plus grand navire conçu par William H. Main, Jr., un architecte naval renommé. Zodiac a été construit en 1924 au chantier naval de Hodgdon Brothers, à East Boothbay dans le Maine.
À sa construction, le navire avait un moteur Atlas de 140 chevaux, six cylindres, entraînant deux hélices à pale pour une vitesse d'environ 14 km/h.

## Yacht
Les deux premiers propriétaires, Robert Hood et J. Seward Johnson ont navigué jusque Nachvak dans le Labrador et en 1928 ont participé à une course course de New York à l'Espagne terminant quatrième parmi les grands yachts engagés.

## Bateau pilote en Californie
La San Francisco Bar pilotes Association a acheté la goélette en 1931 sur la côte atlantique et l'a ramené à San Francisco pour lui faire subir les modifications nécessaires pour l'exploiter en tant que bateau pilote. Renommé California il fut le plus grand de leur flotte et le dernier voilier à servir jusqu'en 1972.

## Modification
Comme bateau-pilote il devait être en station, quelles que soient les conditions météorologiques et rester sur sa position pendant environ cinq jours avec un équipage de sept membres et une équipe de dix pilotes. Les modifications nécessaires se portèrent d'abord sur la motorisation avec un moteur plus puissant, l’Atlas-Impérial de 275 chevaux et la modification de la poupe pour accueillir un arbre plus grand et une hélice de 1,65 m pour atteindre une vitesse de 14 à 18 km/h. Le rouf a été réaménagé, ainsi que le pont, pour accueillir les pilotes avec un maximum de confort.

## Service de pilote
Californiaa été livré au début de 1932 pour assurer les rotations de cinq jours avec l'autre bateau-pilote actif, le Gracie S, Adventuress restant en réserve. La station en mer s'effectuait à environ neuf miles du Golden Gate.
California a été retiré du service en 1972 pour être remplacé par des navires motorisés, y compris un navire plus moderne construit en 2000. Elle fut donc l'un des trois derniers bateaux-pilotes à voile des États-Unis, avec le Roseway de Boston qui a pris sa retraite entre 1971 et 1973, et Adventuress de San Francisco, qui avait pris sa retraite en 1952. Ces trois bateaux pilotes sont classés au National Historic Landmark.

## Zodiac actuel
California a été vendu en 1973 à la Vessel Zodiac Corporation. La goélette a repris son nom de Zodiac et a été restaurée pour reprendre sa configuration d'origine.
Zodiac est exploité maintenant en tant que voilier-charter de croisière. Il est associé à la Northwest Schooner Society pour offrir des stages de formation à la navigation à la voile pour adolescents et adultes.